# Urineren
Urineren, ook wel plassen, wateren of mictie genoemd, is het lozen van urine via de urinebuis.
Urine is een vloeistof die bij zoogdieren (waaronder de mens) door de nieren wordt geproduceerd. De urine wordt eerst in de urineblaas opgeslagen en daarna periodiek geloosd.

## Urineren bij de mens

### Fysiologie
Afhankelijk van de vloeistoftoevoer produceert een gezond persoon in 24 uur ongeveer 1000 tot 1500 ml urine, die twee tot zesmaal per dag wordt uitgescheiden. Daarbij is de urineproductie niet op ieder moment van de dag even groot. De meeste urine produceert de mens om zes uur in de ochtend.
Urineren is neurologisch gezien een spino-bulbo-spinale reflex die onder meer wordt geregeld vanuit de nucleus van Barrington (de M-regio), die voor de benodigde gecoördineerde activiteiten, zoals contractie van de musculus detrusor, zorgt. Een ander gebiedje in de hersenen, bekend als de L-regio, zorgt er via het sympathische zenuwstelsel voor dat urine in de blaas wordt vastgehouden. Wanneer de blaas volloopt met urine, worden via afferente vezels in de plexus pelvicus signalen naar het periaqueductaal grijs in de hersenen gezonden. Dit gebied activeert op zijn beurt via andere vezels de M-regio, die vervolgens via zenuwcellen in de nucleus van Onuf zorgt voor contractie van de blaasspier en daarmee voor urinelozing. De spieren van de urinebuis zijn tijdens het urineren ontspannen.
Wanneer de blaas voller raakt dan 500 ml zullen de zenuwreceptoren in de blaaswand een mictiereflex uitlokken, bekend als het plasgevoel of aandrang. De blaas heeft twee sluitspieren (sfincters): een die kan beheerst worden (dwarsgestreepte spiercellen) en een autonome gladde spier. Het parasympathische (stimulerende) centrum dat de mictiereflex reguleert is gelegen in het sacraal deel (onderste deel) van het ruggenmerg (medulla spinalis). Als men zich verzet tegen dit plasgevoel, stuurt men inhiberende postsynaptische actiepotentialen naar het parasympathische zenuwstelsel en kan men het gevoel onderdrukken en zelfs op korte termijn weer verliezen. Daarbij kan het helpen om te springen van het ene been op het andere been. Door te huppen, worden de spieren en zenuwen in het been en de bekkenbodem geactiveerd. Door het aanspannen van de bekkenbodemspieren ontspant de blaaswand, doordat die twee spieren omgekeerd aan elkaar gekoppeld zijn. Hierdoor wordt als het ware de plasboodschap van de blaas naar de hersenen geblokkeerd. Desondanks blijft de druk op de blaaswand zich opbouwen totdat men het uiteindelijk niet meer kan "houden". De blaas van een volwassen mens kan (theoretisch) zo'n 1500 ml urine bevatten, maar de meeste mensen kunnen hun plas enkel ophouden tot de blaas circa 800 ml urine bevat. In de praktijk wordt de blaas dan ook meestal nooit voller dan voornoemde hoeveelheid.
Theoretisch zouden mensen, bij wie er door een afwijking geen signalen van de blaas naar de hersenen gaan, maximaal ongeveer anderhalve liter urine kunnen opslaan. Het gevolg is een oververrekte blaas met een slappe spierwand, waardoor urineretentie ontstaat (niet meer volledig kunnen uitplassen). Een overvolle blaas verhoogt de druk op de nieren, die dan niet meer alle daar geproduceerde urine kunnen afvoeren naar de blaas. Die druk kan urineweginfecties en het afsterven van nierweefsel tot gevolg hebben.

### Locatie
In de regel wordt bij het urineren in de openbare ruimte  gebruikgemaakt van een sanitaire voorziening (een toilet of urinoir). Urineren op een andere plek in de openbare ruimte wordt wildplassen genoemd. Met name in dichtbevolkte gebieden is dit veelal wettelijk strafbaar.

#### Staand versus zittend
In de westerse cultuur urineren mannen in het algemeen staand en vrouwen zittend of hurkend. Niettemin is dat in sommige andere culturen anders. Uit een meta-analyse naar het effect van positie tijdens het urineren bij gezonde mannen en mannen met LUTS bleek het voor gezonde mannen geen verschil te maken of ze staand of zittend urineerden. Bij mannen met LUTS bleek dat bij zittend plassen
- de hoeveelheid urine die in de blaas achterblijft (post void residual volume) significant is verminderd,
- de kracht van de straal (maximum urinary flow) toeneemt,
- de totale tijd van het urineren (voiding time) afneemt

Dit urologische profiel resulteert in een lagere kans op blaasontsteking en blaasstenen.

#### Urineren bij mannen
Omdat de penis flexibel is en uitsteekt, is het voor mannen in het algemeen eenvoudig om de urinestraal te richten. Dit maakt het voor mannen in het algemeen gemakkelijk om in staande houding te urineren, en de meeste mannen urineren dan ook op deze manier. Soms kan de voorhuid in de weg zitten en enige turbulentie en "sproeien" veroorzaken. Om meer controle over hun urinestraal te houden en om hygiënische redenen schuiven mannen de voorhuid dan ook wel een stukje terug bij het urineren.
Na het urineren schudt een man meestal zijn penis even met de hand uit of hij knijpt deze uit om de laatste druppels urine uit de opening van de voorhuid of uit de eikel te verwijderen.  Sommige mannen vinden in dit geval dat ze geen toiletpapier nodig hebben, aangezien zij op deze manier kunnen "uitdruipen". Echter, het kan beter zijn wel toiletpapier te gebruiken, gezien residu toch aan de penis blijft hangen, en dit kan zorgen voor een onprettige geur in het ondergoed aan het einde van de dag. Broeken hebben vaak een gulp om het voor mannen mogelijk te maken te urineren zonder dat ze hun broek hoeven laten zakken. Trainingspakken hebben geen gulp of rits, maar zijn dankzij een elastieken band desgewenst gemakkelijk omlaag te doen, net als onderbroeken.
Mannen kunnen bij openbare gelegenheden doorgaans gebruikmaken van urinoirs. Mannen met plasangst zijn in de regel minder geneigd dit te doen.
Sommige mannen hebben echter toch een voorkeur voor plassen in zittende of hurkende houding, met name in het Midden-Oosten en Azië. Een reden hiervoor kan zijn dat zij dit comfortabeler of hygiënischer vinden aangezien er in dit geval weinig tot geen kans is op sproeien of spetteren, of dat de constructie van het toilet deze plashouding vereist, bijvoorbeeld bij hurktoiletten. Een andere, meer cultuurgebonden reden is schaamte en/of preutsheid. Onder andere binnen de islam speelt naast het verbod om intieme delen publiekelijk te tonen ook het gebod op reinheid. Zo wordt er gesteld dat het zittend urineren zowel voor de persoon zelf hygiënischer is aangezien er dan minder kans op spetteren, alsook voor de persoon na hem, aangezien de toiletbril schoon blijft.

#### Urineren bij vrouwen

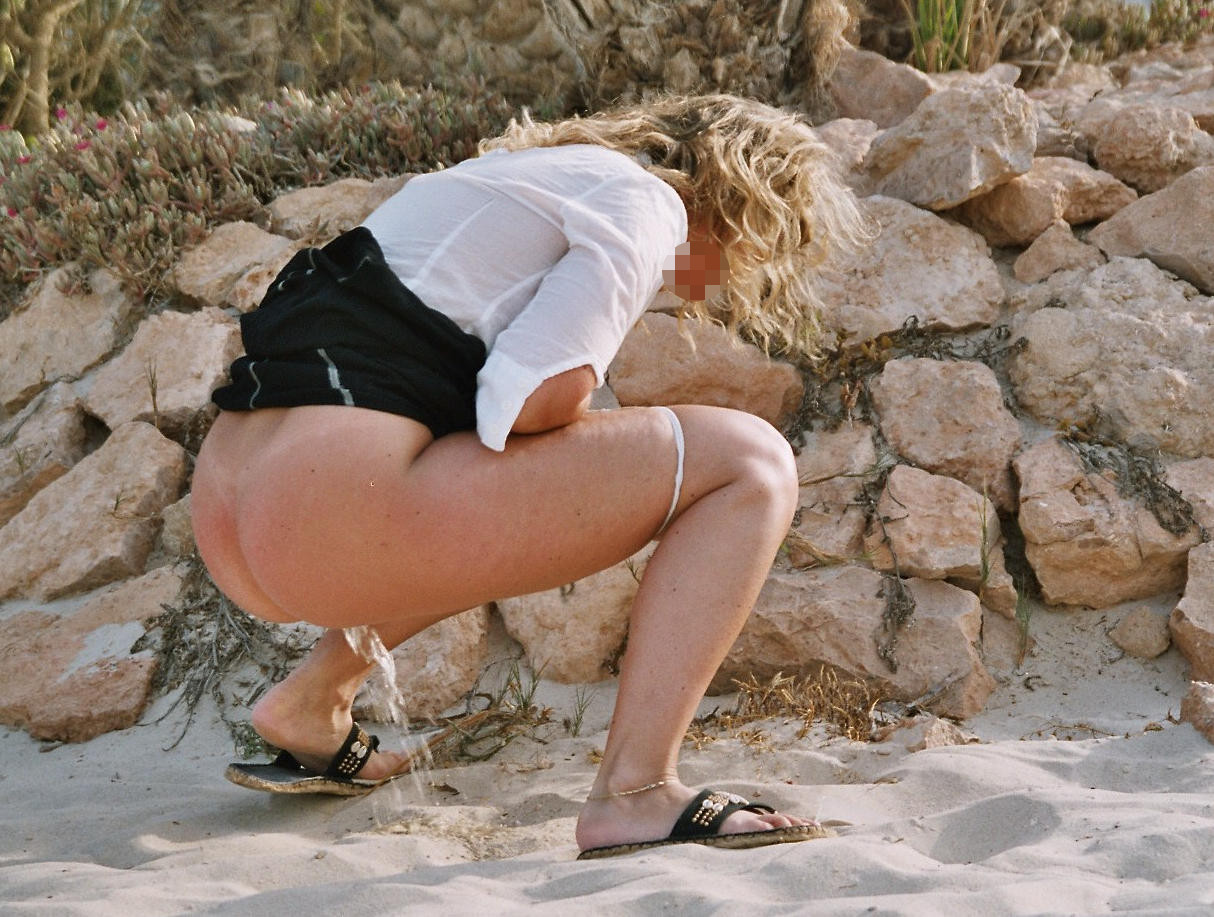
Een vrouw die hurkend in het zand urineert.

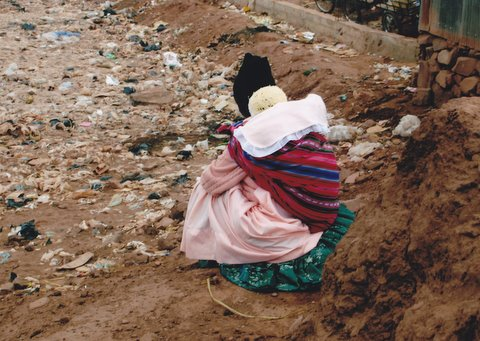
Een vrouw in Peru gebruikt haar poncho om zich af te schermen tijdens het urineren

Bij vrouwen komt de urinebuis rechtstreeks in de vulva uit. Daarna verlaat de urine het lichaam op korte afstand, in tegenstelling tot bij de man. Het is daardoor voor vrouwen veel moeilijker om de urinestraal in staande houding te richten dan voor mannen. Om deze reden urineren vooral in de westerse cultuur de meeste vrouwen in zittende of hurkende positie. Het helpt als de vrouw al zittend iets naar voren leunt en haar benen gesloten houdt, waardoor de straal beter naar beneden kan worden gericht. Als er niet van een toilet gebruikgemaakt wordt, is hurken voor vrouwen de gemakkelijkste manier om de uitkomende urinestraal te richten. Sommige vrouwen gebruiken één of twee handen om de richting van de urinestraal te sturen, wat gemakkelijker gaat in hurkende positie. Na het urineren vegen vrouwen hun vulva omwille van de hygiëne vaak nog schoon met een stuk toiletpapier. Tegenwoordig bestaan er hiernaast ook toiletten die de vulva met een waterstraal reinigen.
Voor vrouwen is het weliswaar vrij ongebruikelijk, maar in principe mogelijk om net als mannen staand te urineren, met gespreide benen. Dit kan door de binnenste schaamlippen (labia minora) te openen en het bekken iets naar achteren te kantelen en tegelijkertijd krachtig de urine naar buiten te persen. Deze techniek is niet ongebruikelijk voor vrouwen die een sarong, rok of andere kleding dragen die open is vanonder. In enkele Afrikaanse culturen bijvoorbeeld is het gebruikelijk dat vrouwen in staande houding urineren. In West-Afrika zou deze gewoonte eerder normaal zijn geweest, maar onder invloed van de westerse cultuur min of meer zijn verdwenen.. In sommige Afrikaanse landen wordt op borden waarop wildplassen verboden wordt, regelmatig een vrouw afgebeeld die in staande houding aan het urineren is. Herodotus beschreef een soortgelijk gebruik in het Oude Egypte.
De zogenaamde plastuit is een kartonnen koker die de urine naar een speciaal hiervoor ontworpen urinaal leidt. Hiermee kunnen vrouwen, net als mannen, gemakkelijk staand plassen. Er zijn daarnaast verschillende modellen urinoirs speciaal voor vrouwen ontworpen, bijvoorbeeld voor op vliegvelden, bij het gebruik vaak te combineren met een plastuit. Deze urinoirs zijn echter niet algemeen in gebruik geraakt, onder meer omdat veel vrouwen ze vooralsnog ongemakkelijk vinden of moeite houden met urineren in het openbaar.

### Plasproblemen
6% van de mannen heeft problemen met urineren in het openbaar. Dit wordt plasangst, plasvrees of paruresis genoemd. Andere plasproblemen zijn afwezige mictie door hetzij urineretentie (niet meer volledig kunnen uitplassen) hetzij anurie (geringe of volledig afwezige urineproductie door de nieren); verder oligurie (verminderde mictie), dysurie (pijnlijke mictie) en polyurie (overmatige mictie).
Wie daadwerkelijk niet meer kan plassen omdat hij de controle over de blaasspieren verloren heeft (bijvoorbeeld als gevolg van een plaatselijke anesthesie), zal een katheter moeten krijgen.
Als het vermogen om de urine op te houden niet (meer) voldoende aanwezig is, noemt men dit urine-incontinentie.

### Urineren en kunst
Urineren is al sinds de klassieke oudheid een vrij veel voorkomend kunstzinnig thema, onder meer in de beeldende kunst (schilderij, beeldhouwkunst) en in de wereld van de fotografie. Daarnaast vormt het een niet onbelangrijk onderwerp in de erotische kunst.
De kunstenaar Andres Serrano maakte in 1987 zijn beroemde foto Piss Christ, waarop hij een glas vastlegde waarin hij had geürineerd na er eerst een crucifix te hebben gelegd. Deze foto werd door de Katholieke Kerk als aanstootgevend veroordeeld.

Kunstzinnige verbeeldingen
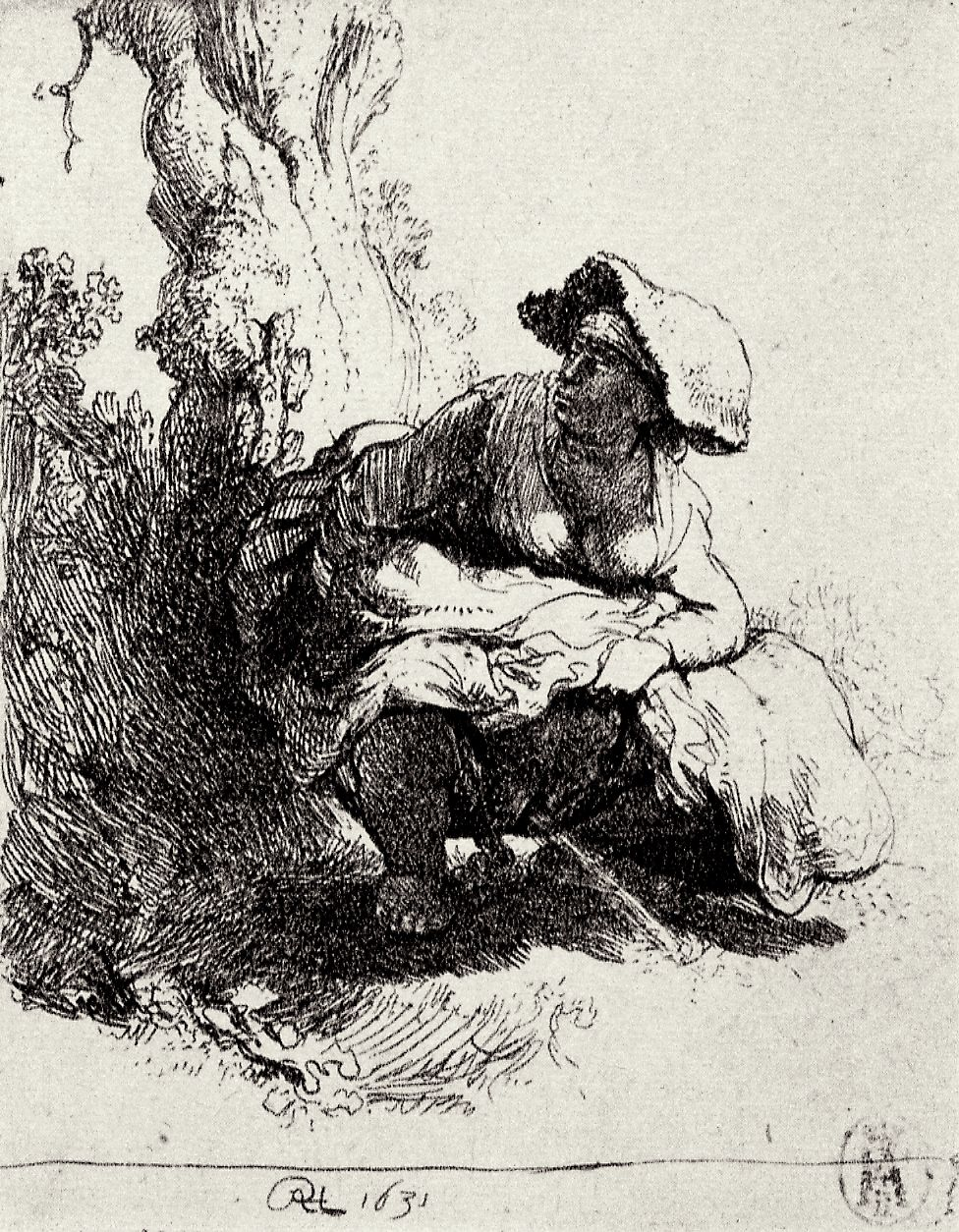
La femme qui pisse ("Plassende boerenvrouw"), ets van Rembrandt van Rijn (1631)
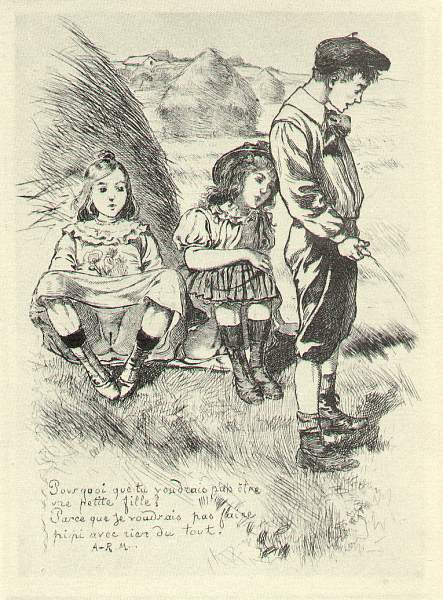
La Grande Danse macabre des vifs van Martin Van Maele (1905)
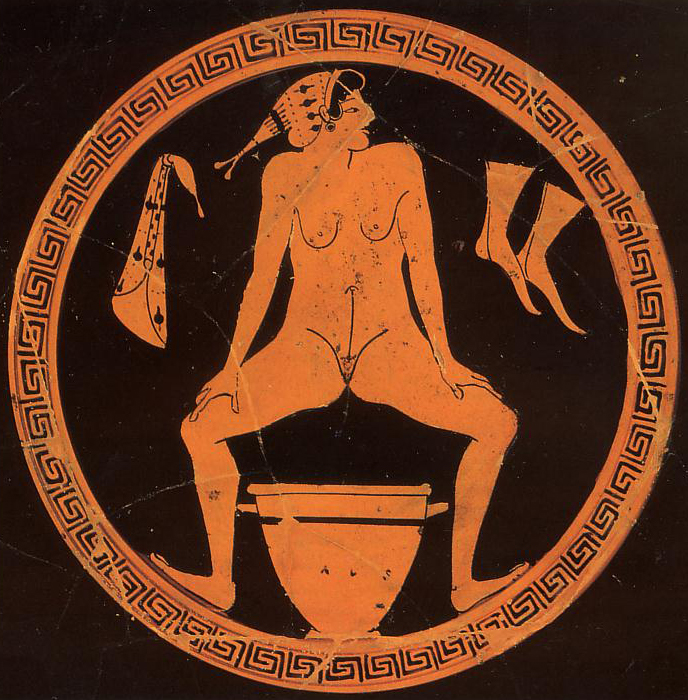
Griekse Hetaere urineert in een skyfos (ca. 480 v. Chr.)
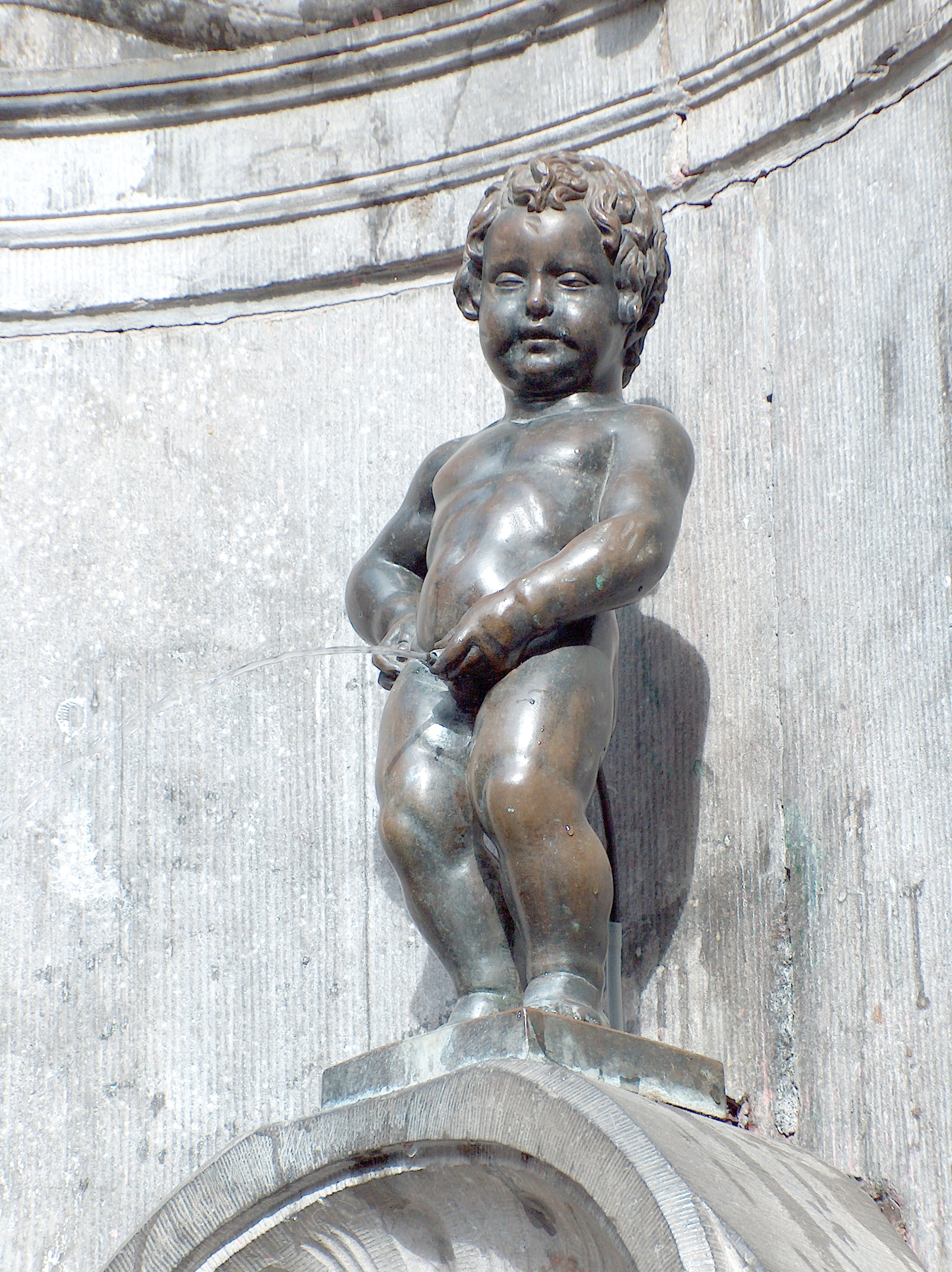
Manneken Pis in Brussel.
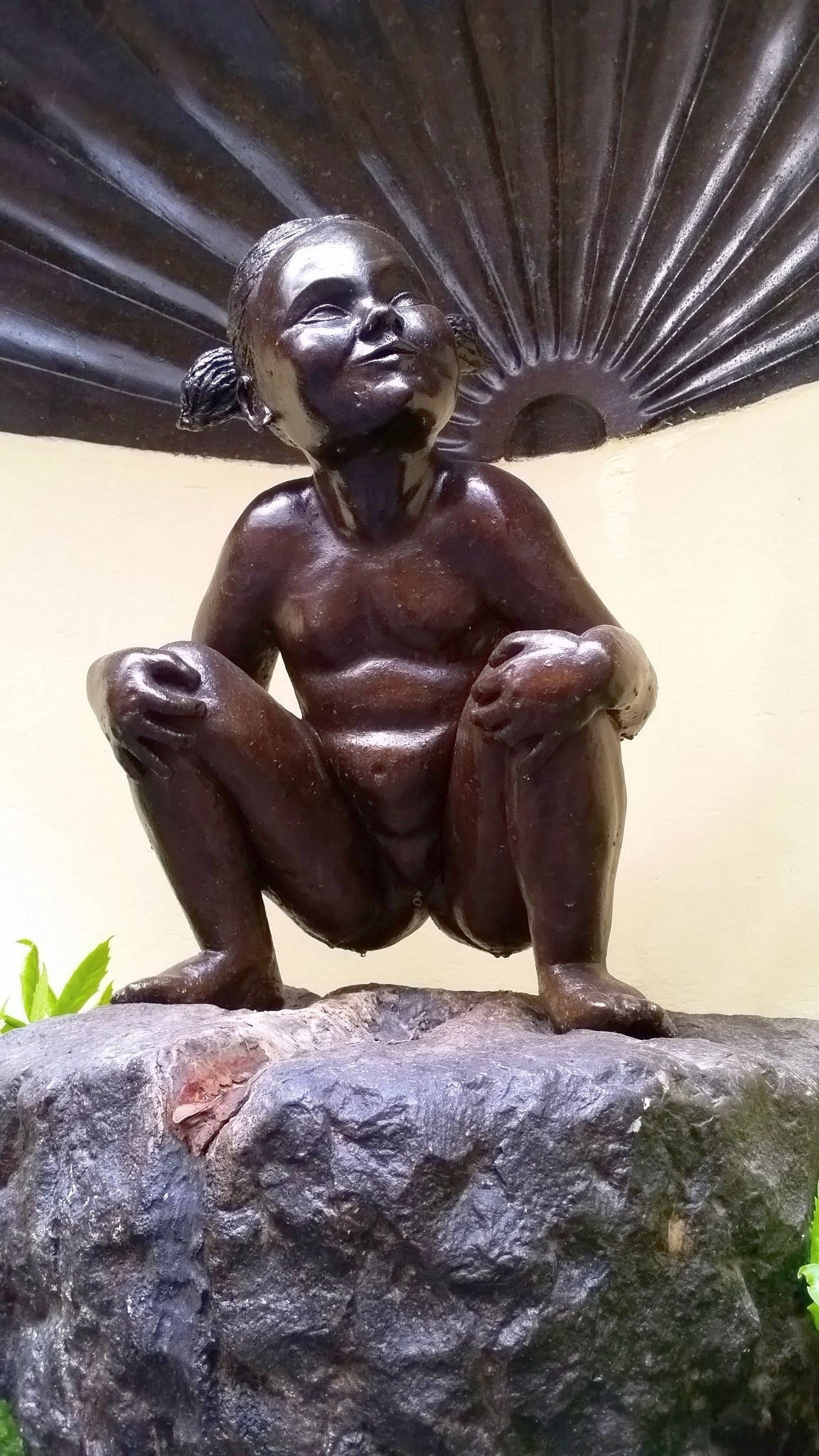
Jeanneke Pis in Brussel.
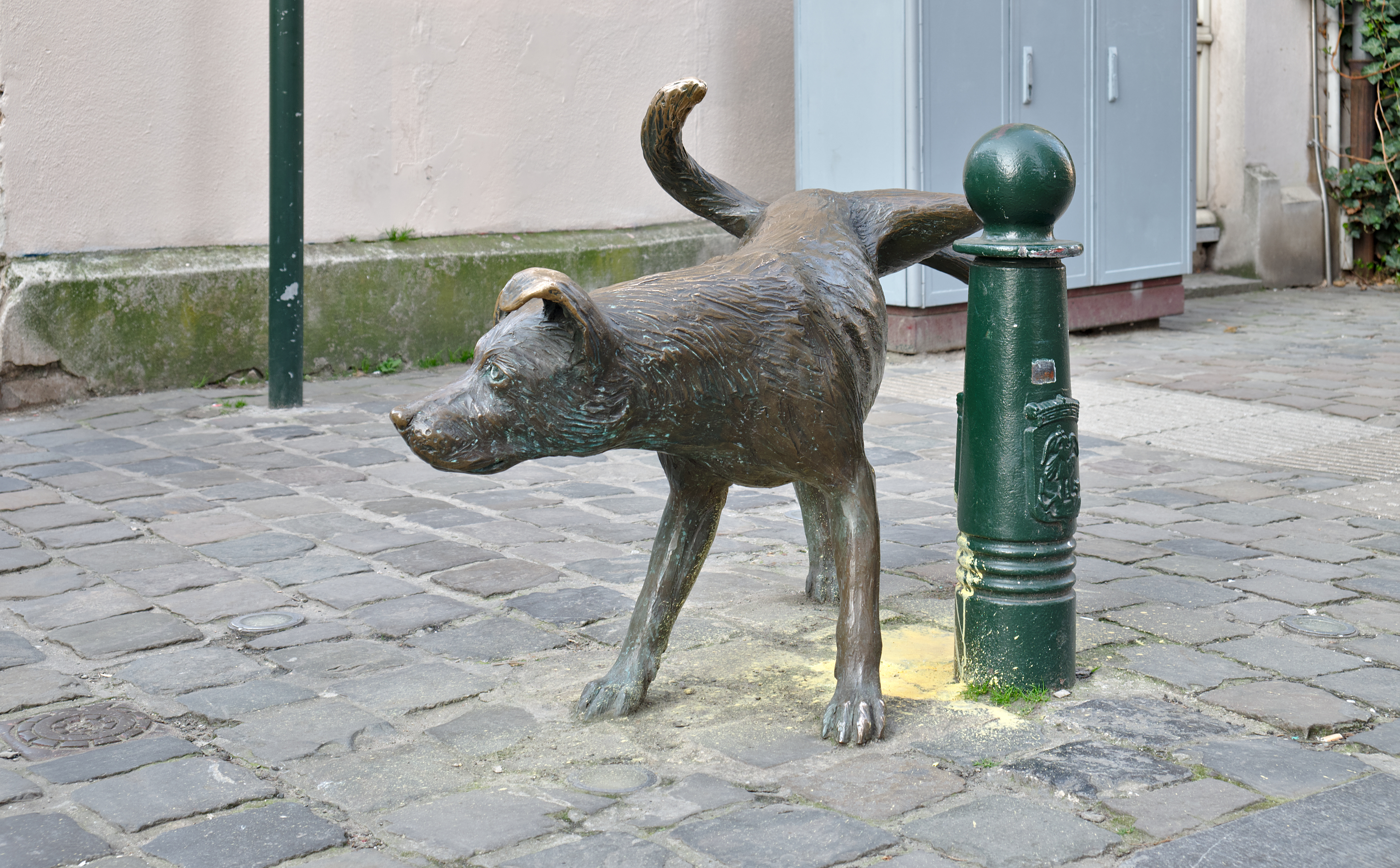
Het Zinneke in Brussel.

## Urineren bij dieren

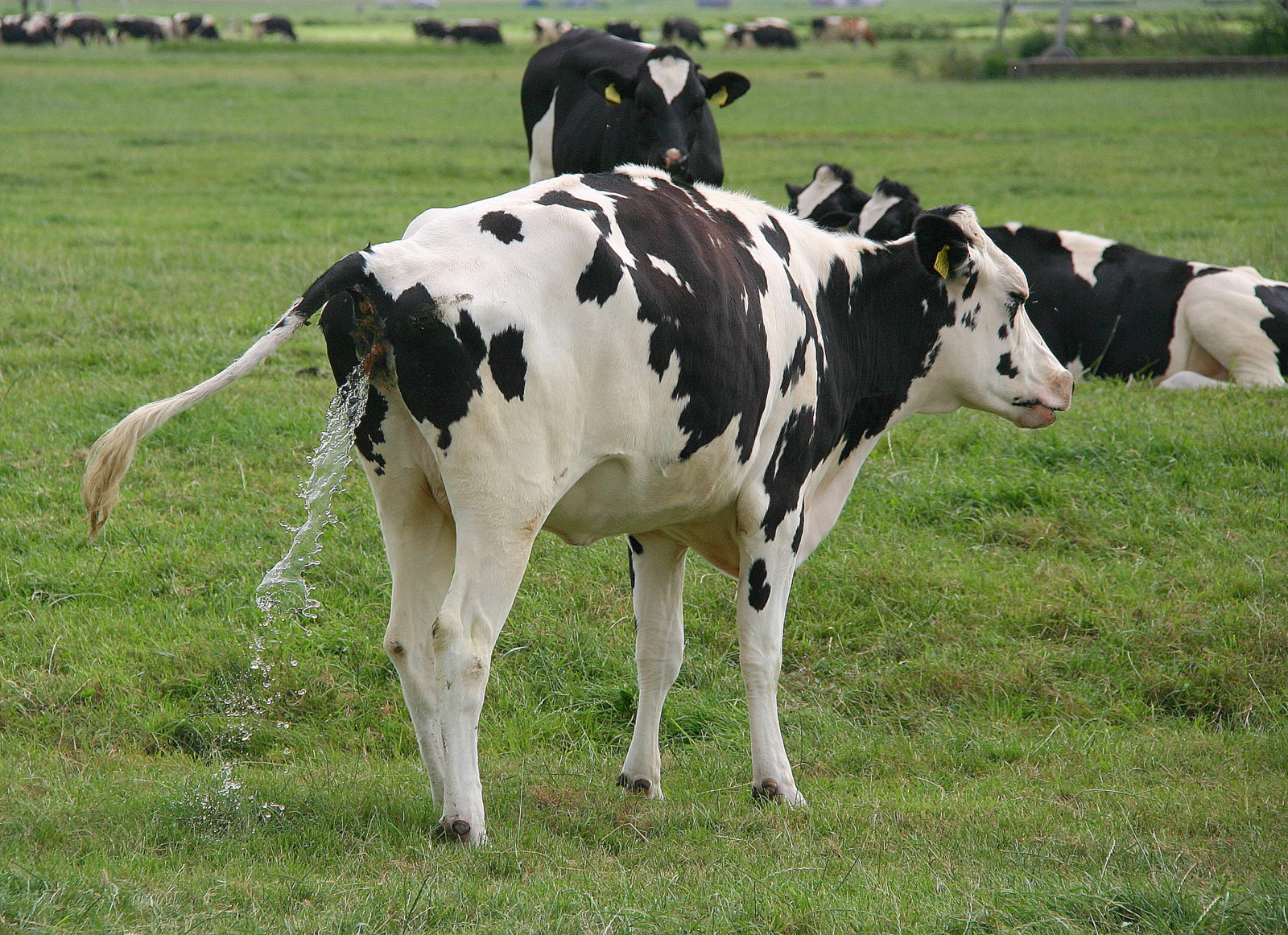
Urinerende koe in de weide.

Bij alle zoogdieren is de urine gelig van kleur en verlaat deze het lichaam via een afzonderlijke weg. Bij vogels en reptielen verlaten alle afvalstoffen het lichaam via eenzelfde opening, de cloaca. Zij produceren daarbij geen ureum, maar wel veel urinezuur. De afscheiding is hierdoor wittig en bevat vrijwel geen water.
Behalve het afvoeren van afvalstoffen heeft het urineren bij veel diersoorten (bijv. knaagdieren, paarden, wolven, hyena's en sommige primaten) nog andere functies, bijvoorbeeld het afbakenen van de eigen territoria of het aangeven van een te volgen route. De hoeveelheid urine die een dier produceert is in hoge mate afhankelijk van de lichaamsgrootte. Volwassen olifanten kunnen bijvoorbeeld in een keer wel 30 liter urine lozen.